# Anne-Dominique Toussaint
Pour les articles homonymes, voir Toussaint (homonymie).
Anne-Dominique Toussaint est une productrice de cinéma belge née le 26 mars 1959 à Bruxelles.

## Biographie

### Carrière de productrice
Anne-Dominique Toussaint grandit à Paris, où ses parents se sont installés. Elle effectue des études d'histoire avant de s'orienter vers le cinéma. Durant deux ans, elle est l'assistante du producteur-réalisateur Ariel Zeitoun. En 1989, elle fonde la société de production Les Films des Tournelles, dont le siège est situé à Paris, ainsi qu'une seconde structure, Les Films de l'Étang, à Bruxelles. Son premier projet est l'adaptation cinématographique du roman Monsieur, réalisée par son frère Jean-Philippe Toussaint,.
Toussaint fonde la société Les Films de Beyrouth en 2005 et produit Caramel de la réalisatrice libanaise Nadine Labaki. Par la suite, elle produit notamment Les Beaux gosses de Riad Sattouf, qui remporte en 2010 le César du meilleur premier film. Le réalisateur et la productrice reçoivent le trophée du duo révélation lors des 17e Trophées du Film français.

### Autres activités
En 2013, Anne-Dominique Toussaint ouvre une galerie d'art, la Galerie Cinéma, située à Paris.
En 2015 elle fait partie du jury international du 37e Festival international du film du Caire.

## Famille
Jean-Philippe Toussaint, le frère d'Anne-Dominique, est cinéaste et écrivain. Leur père Yvon Toussaint est journaliste et écrivain. Leur mère Monique est la fondatrice de la libraire Chapitre XII située à Ixelles.

## Filmographie partielle
- 1990 : Monsieur de Jean-Philippe Toussaint
- 1992 : La Sévillane de Jean-Philippe Toussaint
- 1996 : Lucky Punch de Dominique Ladoge
- 1997 : Marie Baie des Anges de Manuel Pradal
- 1998 : Place Vendôme de Nicole Garcia
- 1999 : La Patinoire de Jean-Philippe Toussaint
- 1999 : Mon père, ma mère, mes frères et mes sœurs… de Charlotte de Turckheim
- 2000 : Everybody Famous de Dominique Deruddere
- 2000 : Le Battement d'ailes du papillon de Laurent Firode
- 2002 : Respiro d'Emanuele Crialese
- 2003 : Le Coût de la vie de Philippe Le Guay
- 2006 : Odette Toulemonde de Éric-Emmanuel Schmitt
- 2007 : J'attends quelqu'un de Jérôme Bonnell
- 2007 : La Moustache d'Emmanuel Carrère
- 2007 : Caramel de Nadine Labaki
- 2009 : Les Beaux Gosses de Riad Sattouf
- 2009 : Le Hérisson de Mona Achache
- 2010 : La Solitude des nombres premiers de Saverio Costanzo
- 2011 : Et maintenant, on va où ? de Nadine Labaki
- 2012 : Rengaine de Rachid Djaïdani
- 2013 : Alceste à bicyclette de Philippe Le Guay
- 2015 : Les Deux Amis de Louis Garrel
- 2016 : Tour de France de Rachid Djaïdani
- 2018 : Normandie nue de Philippe Le Guay
- 2021 : L'Homme de la cave de Philippe Le Guay